# ستيوارت غريني
ستيوارت غريني (بالإنجليزية: Stewart Greene)‏ هو شخصية أعمال أمريكي، ولد في 24 يونيو 1928، وتوفي في 29 يونيو 2019.